# Mérédis Houmounou
Mérédis Houmounou, né le 28 novembre 1988 à Nancy, est un joueur français de basket-ball. Il évolue aux postes de meneur et d'arrière.

## Biographie
Né à Nancy, Mérédis Houmounou est un joueur de basket-ball issu du centre de formation du Havre. Il commence sa carrière professionnelle à Évreux (Pro B), qui termine 13e en 2008-2009 puis 8e la saison suivante.
Il rejoint Cholet Basket qui évolue en Pro A, en juin 2010. Peu utilisé à Cholet par l'entraîneur Erman Kunter, Houmounou rompt à l'amiable sa dernière année de contrat et rejoint Aix-Maurienne en Pro B.
En 2012, Houmounou est sélectionné dans l'équipe de France de basket-ball 3×3 et dispute les championnats du monde en Grèce. Participant aux compétitions masculine et mixte, il y décroche deux médailles respectivement l'argent et l'or.
Le 18 juin 2013, il signe un contrat de deux ans en faveur du Boulazac Basket Dordogne avec comme ambition de retrouver la Pro A.
Le 4 juillet 2016, il signe pour deux ans à la JL Bourg. Il remporte le titre de champion de France de Pro B 2017 et poursuit l'aventure avec la JL Bourg en Jeep Élite pour la saison 2017-2018.
En août 2018, il intègre  le SLUC Nancy et en devient le capitaine l'année suivante .
Le 6 juin 2024, après six saisons au SLUC Nancy, il signe un contrat de deux saisons à Orléans Loiret Basket en Pro B.

## Clubs successifs
- 2007-2010 :  ALM Évreux Basket (Pro B)
- 2010-2011 :  Cholet Basket (Pro A)
- 2011-2013 :  Aix Maurienne Savoie Basket (Pro B)
- 2013-2015 :  Boulazac Basket Dordogne (Pro B)
- 2015-2016 :  Saint-Quentin Basket-Ball (Pro B)
- 2016-2018 :  Jeunesse laïque de Bourg-en-Bresse (Pro B puis Jeep Élite)
- 2018-2024 :  SLUC Nancy (Pro B puis Betclic Elite)
- Depuis 2024 :  Orléans Loiret Basket (Pro B)

## Palmarès

### Sélection nationale
- Médaille d'or en mixte au Championnat du monde de basket-ball 3×3 2012 en Grèce.
- Médaille d'argent en masculin au Championnat du monde de basket-ball 3×3 2012 en Grèce.

### En club
- Champion de France espoir avec Le Havre.
- Champion de France de Pro B 2017 avec la JL Bourg.
- Champion de France de Pro B 2022 avec le SLUC Nancy.

 Orléans Loiret Basket : 
- Vainqueur de : Leaders Cup de Pro B 2025